# Дятлов, Василий Николаевич
Василий Николаевич Дя́тлов (3 апреля 1923, Московская губерния — 30 декабря 1994, Москва) — разведчик 76-й отдельной гвардейской разведывательной роты (74-я гвардейская стрелковая дивизия, 8-я гвардейская армия, 1-й Белорусский фронт), полный кавалер Ордена Славы.

## Биография
Василий Николаевич Дятлов родился в рабочей семье в деревне Овчино Дмитровского уезда Московской губернии (в настоящее время Дмитровский район Московской области). Окончил 7 классов средней школы в Москве и фабрично-заводское училище при заводе «Калибр».
В январе 1942 года Калининским райвоенкоматом Московской области был призван в ряды РККА. В 1942 году окончил школу связи. С ноября 1942 года на фронтах Великой Отечественной войны. Оборонял Сталинград. Награждён медалью «За оборону Сталинграда».
5 августа 1944 года по заданию командования гвардии красноармеец Дятлов пробрался в тыл противника в районе города Магнушев в Польше для выявления скопления войск и огневой системы противника. В течение 3-х суток Дятлов установил расположение огневых систем и скоплений войск противника. Одновременно Дятлов снял часового противника, документы которого дали дополнительные сведения о противнике. Приказом по 74-й гвардейской стрелковой дивизии от 19 августа 1944 года он был награждён орденом Славы 3-й степени.
18 августа 1944 года гвардии рядовой Дятлов получил задание проникнуть в тыл противника на левом берегу реки Висла и установить наличие и состав сил противника и передвижения его военной техники. Дятлов пробрался в тыл противника и в течение 2-х суток собрал и доставил командованию ценные сведения, чем способствовал успешному выполнению общей задачи поставленной перед дивизией. Приказом по войскам 8-й гвардейской армии от 3 сентября 1944 года был награждён орденом Славы 2-й степени.
1 февраля 1945 года в Познани гвардии красноармеец Дятлов по приказу командования с группой в 6 человек прошёл в тыл противника в глубину 3 км. Выявил огневую систему и инженерные сооружения противника, Доложил ценные сведения командованию.
3 февраля 1945 года Дятлов с группой разведчиков в 15 человек пробрался тыл противника в глубину до 1 км где поджёг 2 пятиэтажных здания, в которых находились пулемётчики и автоматчики противника, а так же поджёг склад боеприпасов.
4 февраля 1945 года в момент выполнения боевого задания был тяжело ранен начальник разведки дивизии. Противник, чтобы воспрепятствовать выносу раненого офицера с поля боя, открыл бешеный огонь. Дятлов, рискуя жизнью, пробрался к раненому командиру и вынес его с поля боя. Был представлен к награждению орденом Красной Звезды. Указом Президиума Верховного Совета СССР от 24 марта 1945 он был награждён орденом Славы 1-й степени.
22 марта 1945 года в районе села Заксендорф красноармеец Дятлов по заданию командования пробрался в тыл противника, где осмотрел район обороны и, перерезав линию связи, захватил в плен, вышедших на устранение обрыва линии, 2-х связистов, которые, будучи доставлены в штаб, дали ценные сведения. Приказом по 74 гвардейской стрелковой дивизии от 29 марта 1945 года он был награждён орденом Красной Звезды.
24 июня 1945 года в колонне сводного полка 1-го Белорусского фронта принял участие в параде Победы.
Гвардии старшина Дятлов был демобилизован в марте 1947 года. Вернулся на родину. Работал слесарем-механиком на фабрике механизированного учёта, а с 1954 года механиком по радиоаппаратуре в Доме радиовещания и звукозаписи Гостелерадио СССР.
В 1981 году за успехи в труде он был награждён орденом Ленина.
В 1985 году в ознаменование 40-летия Победы он был награждён орденом Отечественной войны I степени.
Участник Парада на Красной площади в Москве 9 мая 1985 года в ознаменование 40-летия Победы в Великой Отечественной войне.
Скончался Василий Николаевич Дятлов 30 декабря 1994 года.